# Драмми, Дермот
Дермот Драмми (англ. Dermot Drummy; 16 января 1961, Хакни, Большой Лондон — 27 ноября 2017, Ходдесдон, Восточная Англия) — английский тренер и футболист. Его последним местом работы был «Кроли Таун», которым он руководил в сезоне 2016/17. До этого он пять лет проработал с резервистами и академией «Челси».

## Клубная карьера
Драмми, который играл на позиции полузащитника, начал свою карьеру в молодёжной команде «Арсенала». Он никогда не играл за первую команду в «Арсенале», но провёл пять матчей на правах аренды за «Блэкпул». Позже он на протяжении десяти лет играл за «Хендон», в составе которого провёл 348 матчей во всех соревнованиях. В 1988 году Драмми забил в финале Старшего благотворительного кубка Миддлсекса. В дальнейшем он играл за «Сент-Олбанс Сити», «Уэлдстон», «Энфилд» и «Уэйр».

## Тренерская карьера
Драмми был играющим тренером «Уэйра» в сезоне 1996/97. Он ушёл из клуба, так как хотел стать тренером молодёжного состава «Арсенала». В январе 2009 года он стал тренером академии «Челси». За второй год своей работы Драмми выиграл с командой молодёжный кубок Англии 2009/10, победив в финале академию «Астон Виллы» с общим счётом 3:2 — первая победа «Челси» в молодёжном кубке за 49 лет. Благодаря успеху с молодёжной командой в июле 2011 года Драмми был назначен тренером резервов, заменив Стива Холланда, который продолжил работу с первой командой.
В сезоне 2012/13 старая лига резервных команд была заменена новым форматом молодёжной лиги, Драмми взялся за работу с новым составом, а также руководил командой до 19 лет, которая участвовала в европейском турнире — NextGen Series. На пути к финалу команда обыграла «Барселону», «Аякс», «Ювентус» и «Арсенал», но в решающем матче, состоявшемся в Италии, проиграла «Астон Вилле». В сезоне 2013/14 Драмми выиграл молодёжную Премьер-лигу. В июне 2014 года Драмми занял новую должность международного главного тренера академии.
В июне 2015 года Драмми предложили работу тренера в бразильской команде «Бангу».
В апреле 2016 года он стал главным тренером «Кроли Таун», руководил клубом до мая 2017 года.

## Смерть
Драмми ушёл из жизни в возрасте 56 лет 27 ноября 2017 года, его тело было найдено в посадке рядом с дорогой A414. Позднее стало известно, что тренер совершил самоубийство.